# Skënder Temali
Skënder Temali (ur. 30 lipca 1946 w Szkodrze, zm. 17 kwietnia 2021) – albański publicysta, poeta, prozaik, twórca literatury dziecięcej oraz dziennikarz radiowy. Za swoją działalność został uhonorowany licznymi nagrodami lokalnymi oraz krajowymi.

## Życiorys
Ukończył studia na Uniwersytecie w Szkodrze. Pracował przez 15 lat jako dziennikarz radiowy dla Radia Shkodra oraz przez około 25 lat jako nauczyciel.
W 2013 roku założył Stowarzyszenie Pisarzy Szkodry, któremu przewodził do 2017 roku. Zmarł 17 kwietnia 2021 roku z powodu COVID-19.

## Utwory[1][2]
- Hotel Univers
- Ngjarje në plazhin nudo
- Studentja nga Shkodra
- Unë, Ballkani dhe Europa
- Vijmë në këtë botë për t’u gënjyer
- Këngë cigane (1971)
- Kjo ndodhi në Lis (1982)
- Ballo në mbrëmjen e maturës (2001)
- Gjuha shqipe (2002)
- Këpucët e turpit (2002)
- Askushi (2004)
- Shtëpia pa pasqyra (2006)
- Metamorfoza e inxhinier Brunos (2016)
- Një det pa dallgë s’është det (2017)
- Këtë dimër nuk ra dëborë (2018)

### Literatura dziecięca
- Ishte një lajthishte (2002)
- Tre shokët (2007)

### Nowele
- Nesër do të them mirëmëngjes (2003)
- Studentja e Bolonjës (ISBN 999-27-952-4-7; 2004)[3]
- Stina e divorceve (2014)

### Poezje
- Lirika të hershme dhe te vona (2010)
- Kur vuaj, shkruaj (2012)
- Curriculum Vitae (2013)
- Të pathëna (2016)
- Vajza që nuk putha (2019)